# Neoitamus castellanii
Neoitamus castellanii är en tvåvingeart som beskrevs av Hradsky 1956. Neoitamus castellanii ingår i släktet Neoitamus och familjen rovflugor.
Artens utbredningsområde är Italien. Inga underarter finns listade i Catalogue of Life.